# Thomas Hengen
Thomas Hengen (Landau in der Pfalz, 22 settembre 1974) è un dirigente sportivo, allenatore di calcio ed ex calciatore tedesco, di ruolo difensore.

## Palmarès

### Giocatore

#### Competizioni nazionali
- Coppa di Germania: 1

Kaiserslautern: 1995-1996